# Will Packwood
William James Packwood (n. Concord, Massachusetts, Estados Unidos el 21 de mayo de 1993), conocido simplemente como Will Packwood, es un futbolista estadounidense que juega como defensor para el Cheltenham Town FC, a préstamo del Birmingham City de la Football League Championship de Inglaterra. También es miembro de la selección de fútbol de los Estados Unidos.

## Trayectoria

### Birmingham City
Packwood es producto de las divisiones inferiores del Birmingham City, habiéndose unido al club en 2007 a sus catorce años. Jugó para las divisiones inferiores hasta convertirse en el capitán del equipo sub-18 en la temporada 2010-11. En julio de 2011 firmó su primer contrato profesional con el club, manteniéndolo en Birmingham hasta el 2013.
Realizó su debut profesional el 14 de agosto de 2012 en un partido de la Copa de la Liga ante el Barnet F.C.. Debutó en la Football League Championship días después, en el empate 1-1 ante el Charlton Athletic.
Luego de una sólida primera mitad de temporada, Packwood sufrió una rotura de hueso doble de su pierna en un partido frente al Leeds United en enero de 2013 que lo dejaría fuera de las canchas por más de 8 meses.

### Cesión al Bristol Rovers
El 17 de octubre de 2013 Packwood fue enviado a préstamo y con la condición de que no compita en la FA Cup al Bristol Rovers de la Football League One inglesa (tercera división) para que poco a poco pueda recuperar su forma física luego de su lesión. Luego de jugar cuatro partidos con el club, Bristol Rovers decidió extender el préstamo por dos meses más. No obstante, Birmingham decidió suspender el préstamo y traer de vuelta a Packwood el 11 de diciembre de 2013 para aliviar los problemas de lesiones en el equipo.

### Regreso al Birmingham
Packwood regresó al Birmingham y volvió a jugar su primer partido con el club desde su lesión el 11 de febrero de 2014, completando los 90 minutos en la derrota 1-0 ante el Watford FC. Luego de ese partido Packwood se afianzó como titular, lo que le valió recibir el premio al mejor jugador joven del mes de la liga en marzo. Luego de terminada la temporada 2013-14, Packwood firmó un nuevo contrato con el Birmingham City por un año.

### Cesión al Cheltenham Town
El 11 de marzo de 2015 Packwood fue enviado a préstamo al Cheltenham Town de la Football League Two por el resto de la temporada. El estadounidense hizo su debut con el club días después en el empate 1-1 de Cheltenham frente al Newport County FC. El 17 de marzo Packwood anotó su primer gol como profesional y para su nuevo club en el empate 2-2 frente al Portsmouth FC.

## Selección nacional

### Selecciones juveniles
Packwood tiene la opción de jugar tanto para la selección de Inglaterra como para la selección de Estados Unidos dado que es hijo de padre inglés y madre estadounidense. No obstante, ha sido un miembro regular de las selecciones sub-17, sub-18 y sub-20 de los Estados Unidos, habiendo sido nombrado capitán de esta última en 2012. Packwood apuntaba a continuar con su rol de capitán del equipo sub-20 estadounidense en la Copa Mundial de Fútbol Sub-20 de 2013, pero una terrible lesión en su pierna a principios de 2013 evitó que pueda continuar su carrera internacional durante todo ese año.
El 18 de septiembre de 2015, Packwood fue incluido en la lista oficial de 23 jugadores que disputarán el Torneo Preolímpico de la Concacaf con miras a los Juegos Olímpicos de Río de Janeiro de 2016.

### Selección absoluta
Luego de recuperarse por completo de su ruptura de pierna y tener una serie de sólidas presentaciones con su club, Packwood fue llamado a la selección mayor de los Estados Unidos por primera vez en marzo de 2014 con miras a un partido amistoso contra Ucrania.

## Clubes
| Club                        | País       | Año           |
| --------------------------- | ---------- | ------------- |
| Birmingham City FC          | Inglaterra | 2011-presente |
| Bristol Rovers (cedido)     | Inglaterra | 2013          |
| Cheltenham Town FC (cedido) | Inglaterra | 2015          |

## Estadísticas
Actualizado el 1 de octubre de 2014.
| Bristol Rovers (cedido) Inglaterra | 3ª            | 2013/14       | 8  | 0 | - | - | - | - | 8  | 0 |
| Bristol Rovers (cedido) Inglaterra | Total club    | Total club    | 8  | 0 | - | - | - | - | 8  | 0 |
| Birmingham City Inglaterra | 2ª            | 2012/13       | 5  | 0 | 2 | 0 | - | - | 7  | 0 |
| Birmingham City Inglaterra | 2ª            | 2013/14(2)    | 12 | 0 | 1 | 0 | - | - | 13 | 0 |
| Birmingham City Inglaterra | 2ª            | 2014/15       | 1  | 0 | 0 | 0 | - | - | 1  | 0 |
| Birmingham City Inglaterra | Total club    | Total club    | 18 | 0 | 3 | 0 | - | - | 21 | 0 |
| Cheltenham Town FC (cedido) Inglaterra | 4ª            | 2014/15       | 2  | 1 | - | - | - | - | 2  | 1 |
| Cheltenham Town FC (cedido) Inglaterra | Total club    | Total club    | 2  | 1 | - | - | - | - | 2  | 1 |
| Total carrera | Total carrera | Total carrera | 28 | 1 | 3 | 0 | - | - | 31 | 1 |
| (1)Incluye datos de la Copa de la Liga de Inglaterra (2012/2013); la FA Cup (2012/13, 2013/14) (2)Packwood anotó un autogol durante la temporada 2013/14 de la Football League Championship |               |               |    |   |   |   |   |   |    |   |

## Palmarés

### Individual
- Jugador Joven del Mes de la Football League: marzo de 2014